# 卡勒韋 (明尼蘇達州)
卡勒韋（英語：Callaway）是一個位於美國明尼蘇達州貝克縣的城市。

## 人口
根據2020年美國人口普查的數據，卡勒韋的面積為1.63平方千米，當中陸地面積為1.63平方千米，而水域面積為0.00平方千米。當地共有人口178人，而人口密度為每平方千米109人。